# 1895年臺灣
|        | 臺灣歷史 \| 台灣歷史年表 |
| 世纪： | 18世纪臺灣 \| 19世纪臺灣 \| 20世纪臺灣 |
| 年代： | 1860年代臺灣 \| 1870年代臺灣 \| 1880年代臺灣 \| 1890年代臺灣 \| 1900年代臺灣 \| 1910年代臺灣 \| 1920年代臺灣                                           |
| 年份： | 1890年臺灣 \| 1891年臺灣 \| 1892年臺灣 \| 1893年臺灣 \| 1894年臺灣 \| 1895年臺灣 \| 1896年臺灣 \| 1897年臺灣 \| 1898年臺灣 \| 1899年臺灣 \| 1900年臺灣 |
| 纪年： | 乙未年（羊年）、清朝光绪21年、日本明治28年 |

1895年的臺灣正經歷一系列劇烈的政權更迭，在短短的一年之間，由清治時期走向建立民主國、再進入日治時期。
1894年，日清甲午戰爭由日本獲得勝利。1895年4月17日，日清雙方於今日的山口縣下關市簽定《馬關條約》，將臺灣割讓予日本。5月8日，條約生效，長達212年的清治時期正式結束。5月15日，大總統唐景崧發佈《獨立宣言》，臺灣民主國第一共和建立。6月11日，日軍進入臺北城，第一共和瓦解，為期50年的日治時期自此開始。6月26日，民主國第二共和定都臺南城，直至10月21日劉永福西渡清國，才徹底瓦解亡國。

## 政府

### 大日本帝國

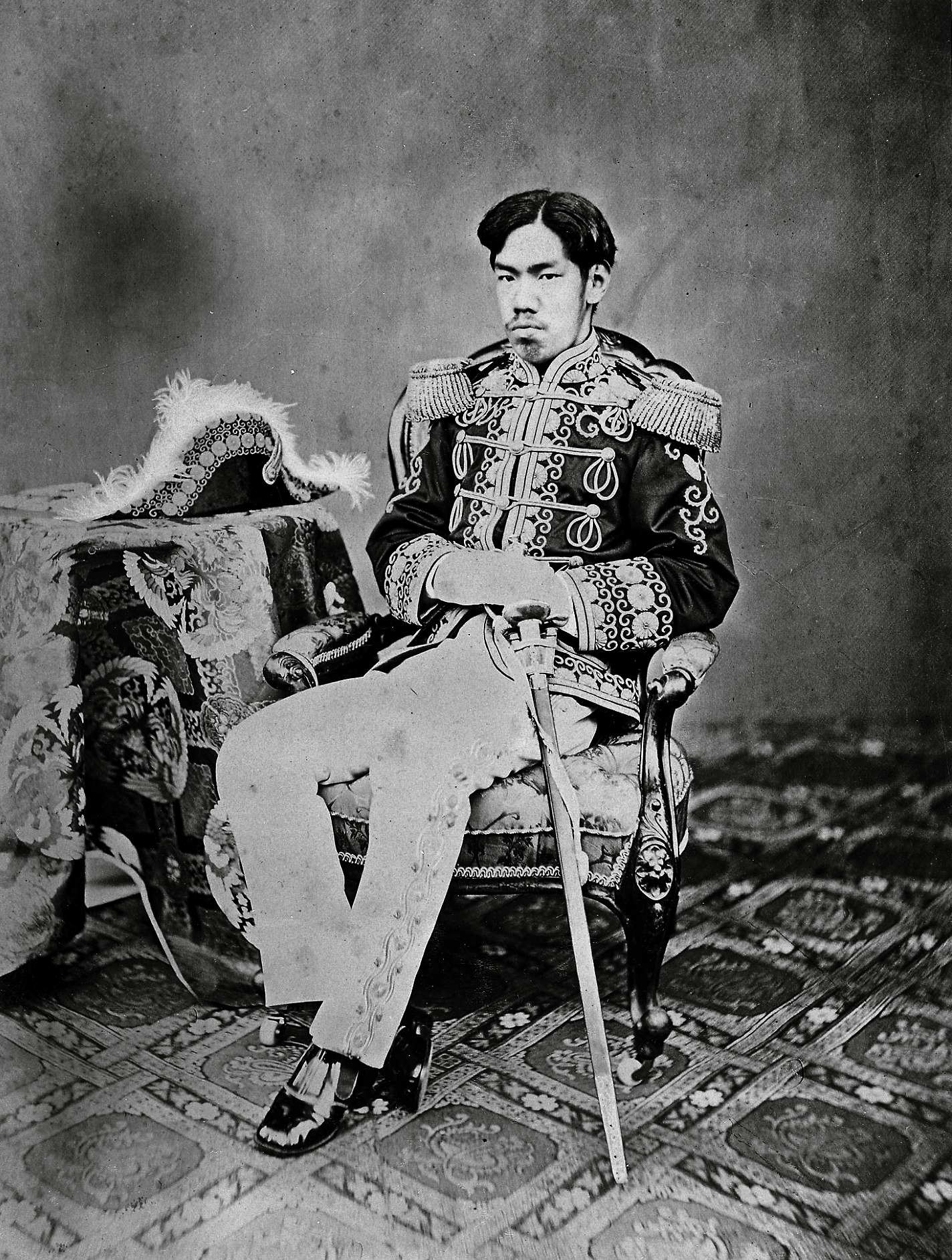
天皇：明治天皇
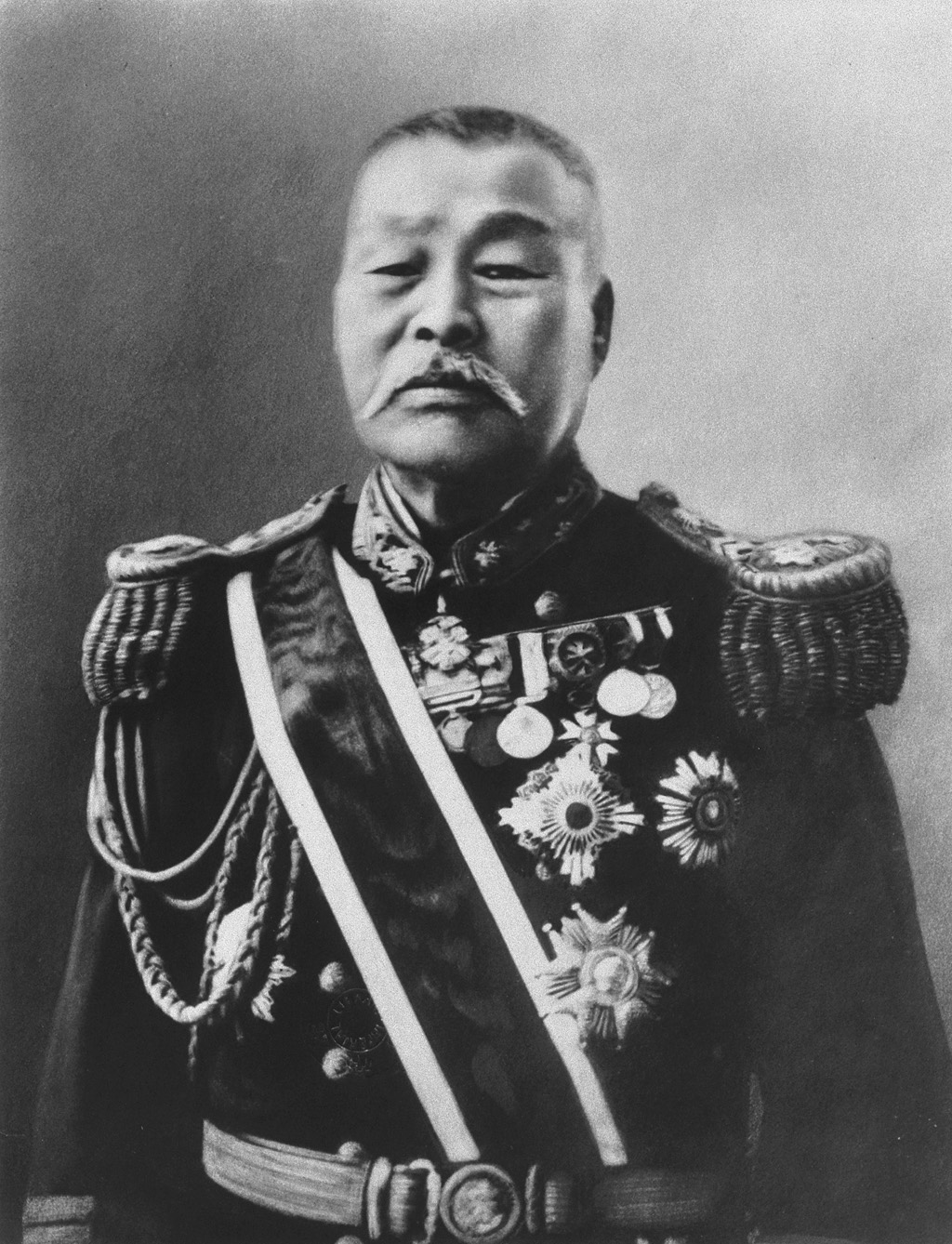
臺灣總督：樺山資紀
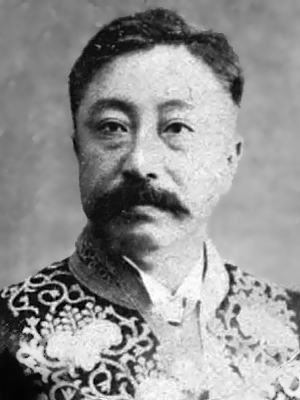
民政局長官：水野遵

### 清帝國

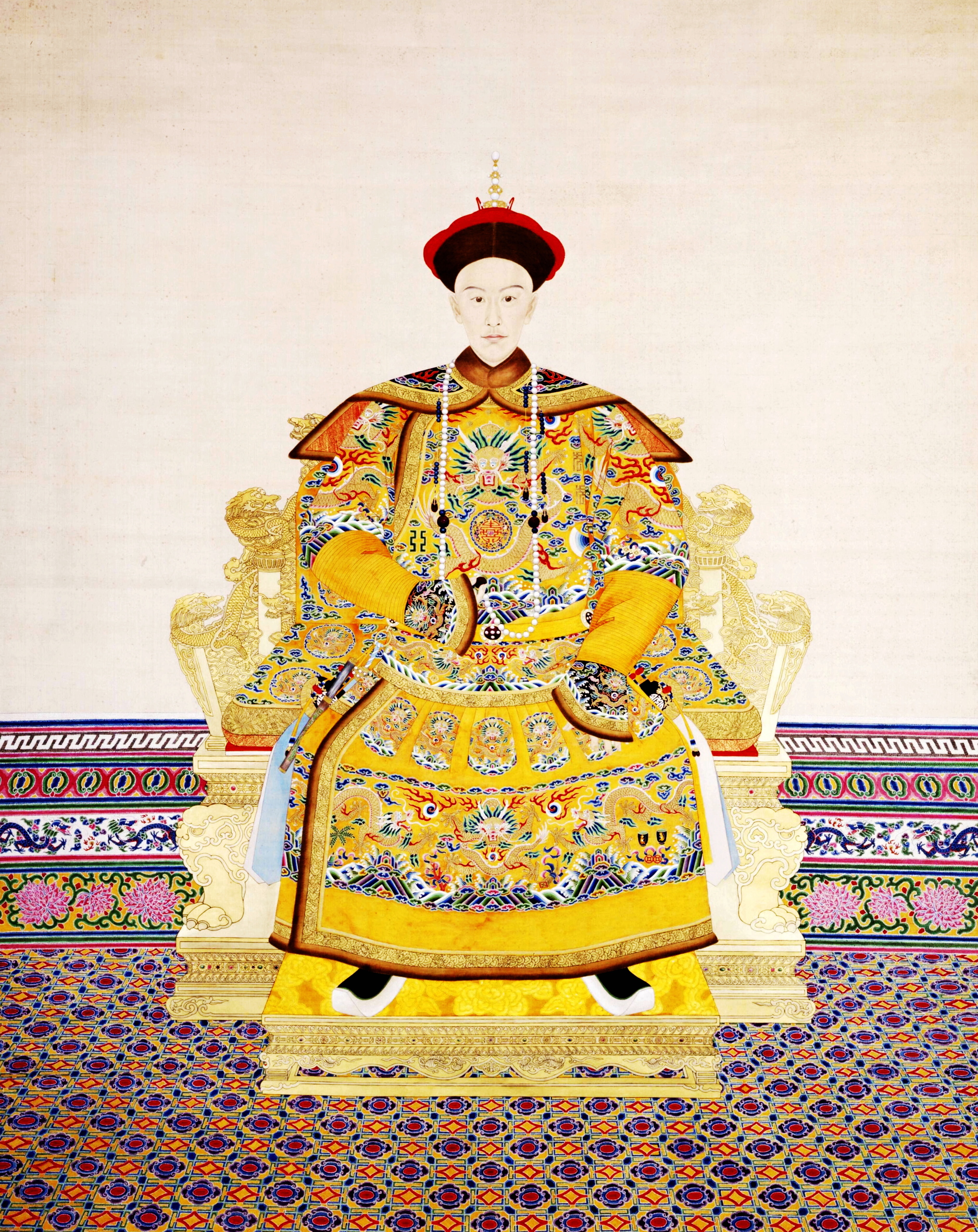
清朝皇帝：光绪帝
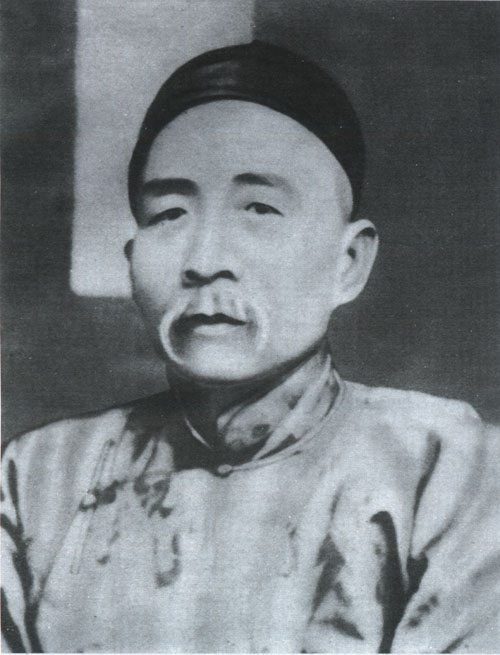
福建臺灣巡撫：唐景崧（末任）
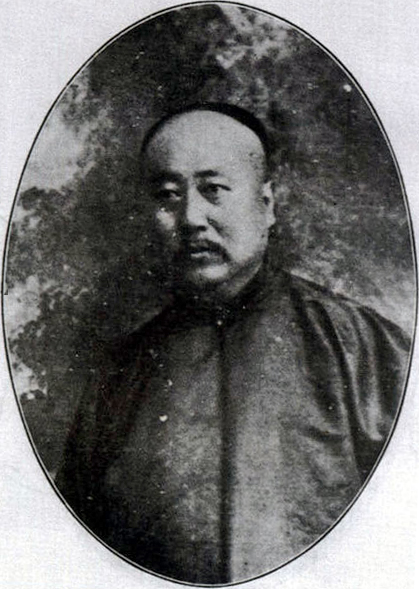
福建臺灣布政使：俞明震（棄職逃亡）

### 斯卡羅酋邦

瑯嶠君主：文杰（Bungekaic Garuljigulj）

### 臺灣民主國

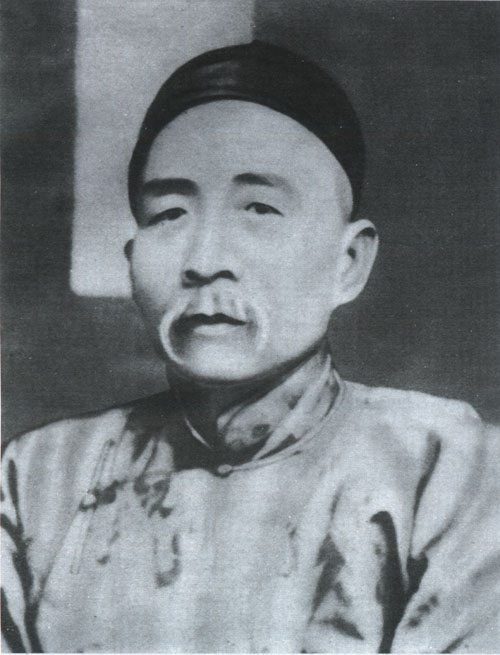
臺灣民主國大總統：唐景崧（棄職逃亡）
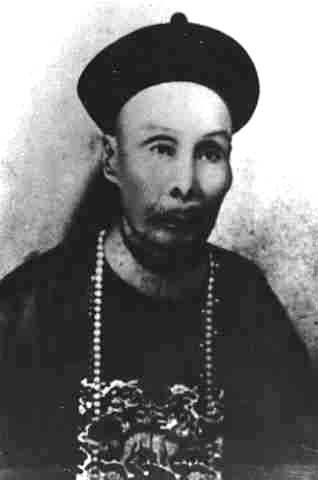
臺灣民主國大總統：刘永福（棄職逃亡）

### 大豹共同體

大豹總頭目：瓦旦·燮促（Watan Syat）

## 大事記
- 1月3日：觀音山事件，台東直隸州平埔原住民抗清。

- 3月23日：澎湖之役爆發[1]。
- 3月25日：澎湖群島完全為日軍控制。

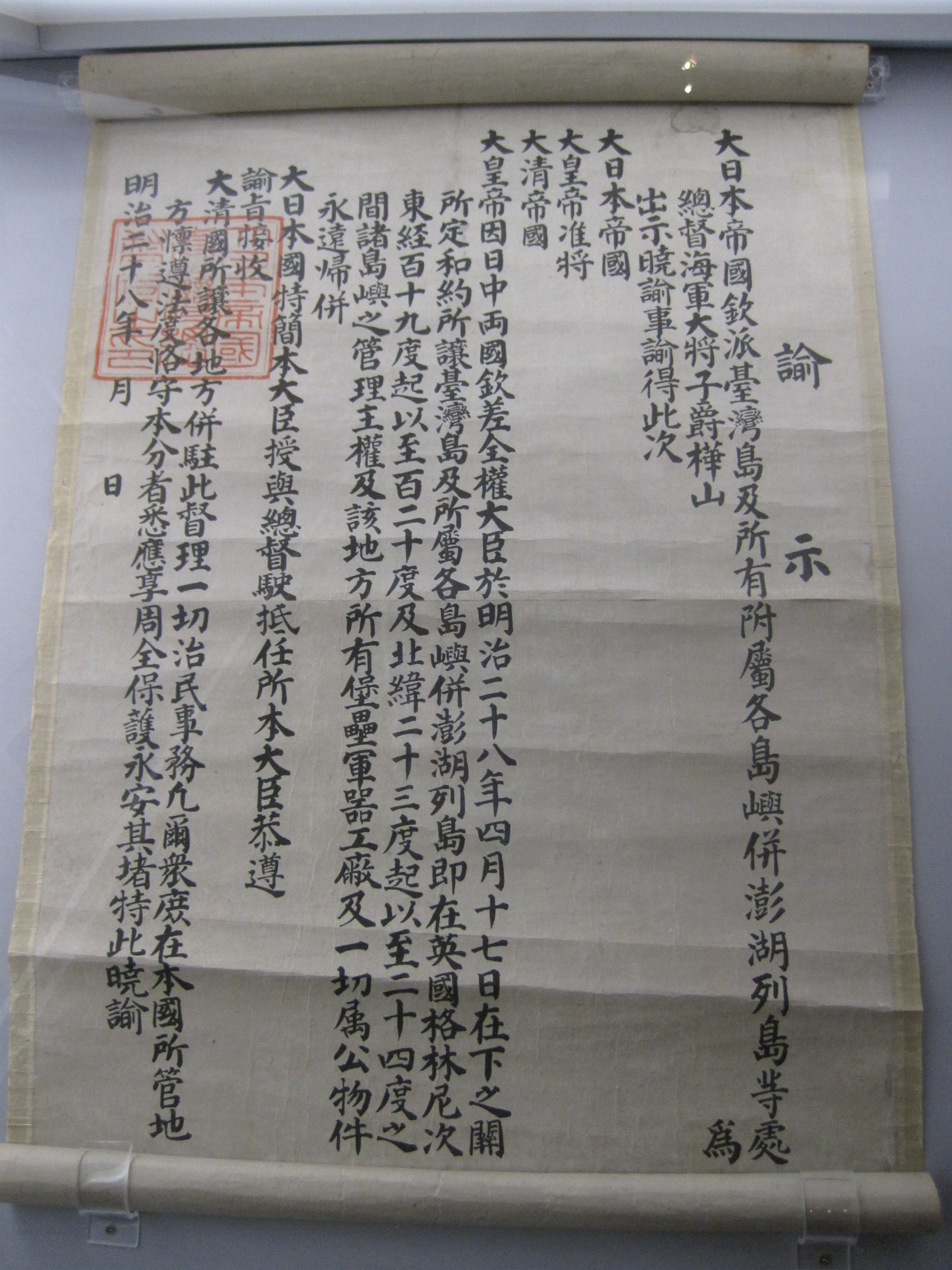
臺灣總督樺山資紀公告臺灣主權已經轉移的諭示。

- 3月26日：日軍在澎湖群島設置「澎湖列島行政廳」。
- 4月17日：清朝代表李鴻章與日本代表伊藤博文簽署馬關條約[2][1]。
- 5月10日：樺山資紀被任命為首任臺灣總督[1]。
- 5月20日（光緒21年4月26日）：清廷裁撤福建臺灣巡撫。
- 5月21日：日本發表對臺灣的行政區規劃，參考清朝舊制實施三縣一廳制，臺北、臺中、臺南三縣大致對應清朝臺北、臺灣、臺南三府，一廳則為澎湖廳，而原臺東直隸州則改為臺南縣臺東支廳[3]。但是由於臺灣民主國及此後的抗日行動，此一行政規劃實際上並未立即實施[3]。
- 5月25日：臺灣民主國宣布成立[1]。
- 5月29日：日軍近衛師團登陸
- 6月2日：李經方與首任臺灣總督樺山資紀於基隆外海船上換文[2]。
- 6月6日：
  - 臺灣總督府相關人員登陸臺灣，以基隆舊海關充當臨時臺灣總督府[2]。
  - 臺灣民主國總統唐景崧逃亡[1]。
- 6月7日：日軍佔領臺北府城[4]
- 6月10日：臺灣鐵道線區司令部成立，隸屬於臺灣總督府陸軍局工兵部，掌管鐵路相關事務[5]:101頁
- 6月14日：
  - 臺灣總督府遷入臺北[2]。
  - 日本內閣公布臺灣事務局官制[1]。
- 6月17日：首任臺灣總督樺山資紀在臺北城舉行始政式，正式宣告日本開始進行對臺灣的統治，此日之後被定為「始政紀念日」[6]:2-55[4]。
- 6月22日：日軍佔領新竹縣城[1][4]。
- 7月16日：芝山巖學務部學堂（在芝山巖惠濟宮內）的第一批學生入學[1][7][8]:94。
- 7月31日：臺灣民主國開辦「獨虎郵政」，在安平海關設置郵政局[9]:26。
- 8月8日：臺北本島仕紳成立保良局以保護良民[1]。
- 8月13日：日軍佔領苗栗縣城[4]。
- 8月24日：臺灣總督府公布〈民政支部及出張所規程〉，將原先規劃的臺中縣與臺南縣改為民政支部，臺北縣與澎湖廳則未更動[3]。
- 8月25日：〈臨時鐵道隊勤務令〉發佈，臨時臺灣鐵道隊隨之成立，後於9月抵臺接管鐵路相關事務[5]:105。
- 8月28日：八卦山之役；日軍佔領彰化縣城[1]與鹿港[4]。
- 9月11日：乃木希典率領的第二師團分乘20多艘運輸艦，在5艘戰艦掩護下登陸屏東枋寮附近的番仔崙[10]。
- 9月17日：臺灣總督府民政局遞信部底下的鐵道課撤銷，事務由臨時臺灣鐵道隊接管[5]:103頁。
- 9月24日：臺灣鐵道線區司令部廢止，事務由臨時臺灣鐵道隊接管[5]:102頁。
- 10月7日：〈臺灣總督府法院職制〉頒布[11]。
- 10月9日：日軍佔領嘉義縣城[4]。
- 10月19日：
  - 第二師團第三旅團長山口素臣少將指揮的前衛部隊抵達阿公店（今高雄市岡山區），本部隊抵達「倒松」（在今高雄市橋頭區）[10]。
  - 第二師團的獨立騎兵大隊在8:30於阿公店北方遭遇100多人反抗民眾，擊退後北進到太爺庄（今高雄市湖內區）[10]。在太爺庄再次遭遇5、60名反抗民眾，將之驅散後騎兵渡過二層行溪，於14:30分左右抵達二層行庄[10]。但在抵達二層行庄後，因為遭到數百名反抗民眾三面包圍，遂後退撤回阿公店[10]。
- 10月20日：
  - 第二師團前衛部隊從阿公店前往二層行庄，右翼部隊往中路庄（今高雄市阿蓮區）進軍[10]。前衛部隊與騎兵隊於半路竹（今高雄市路竹區）擊退5、60名反抗民眾後，於8:40分抵達太爺庄[10]。在要渡溪時，與反抗民眾發生槍戰[10]。
- 10月22日：日本南進軍司令部進入臺南府城[2]。
- 10月23日：日艦旅順丸載5000名清軍戰俘到金門島[1]。
- 11月1日：日軍佔領恆春縣城[4]。
- 11月13日：臺南民政支部正式設置（亦有11月1日開始運作之說[12]:42），原先規劃底下有安平、鳳山、恆春、臺東四出張所[3]，正式實施時嘉義出張所從臺灣民政支部改隸臺南民政支部[13]。
- 11月20日：臺灣總督府法院本部（臺北縣）正式開院，11處支部法院在11月22日到12月7日陸續開始運作[11]。
- 11月29日：因應彰化民政出張所改為鹿港民政出張所，臺灣總督府法院彰化支部改稱鹿港支部，並遷入清末的臺灣府城（今臺中市）[11]。
- 12月30日：林大北、林李成於宜蘭地區起兵抗日，進攻頂雙溪、瑞芳等地[1]。
- 12月31日：
  - 數百名抗日軍進攻臺北府城南門[1]。
  - 臺南民政支部安平出張所裁撤，併入臺南民政支部直轄地[13]。

## 出生
- 2月2日——陳澄波，畫家。（1947年逝世）
- 7月3日——黃土水，雕刻家。（1930年逝世）
- 7月22日——李騰嶽，醫師、作家。除醫學外，對臺灣歷史、民俗、漢詩興趣頗深，常投稿於《民俗臺灣》。（1975年逝世）
- 8月28日——劉明朝，日治時期第一位臺灣人官僚。（1985年逝世）